# غازي طليمات
غازي مختار طليمات (2 نوفبر 1935 - 20 ديسمبر 2020) من علماء العربية، باحث محقق، وأديب كاتب شاعر، ومؤلف للمسرحيات الشعرية. 

## سيرته
ولد في مدينة حمص السورية يوم السبت 6 شعبان 1354هـ الموافق 2 نوفمبر 1935م، وفيها تعلّم حتى نهاية المرحلة الثانوية عام 1952م. أتم دراسته الجامعية والعليا في كلية الآداب بجامعة دمشق؛ فحصل على الإجازة في علوم اللغة العربية وآدابها عام 1956م، وعلى أهلية التعليم الثانوي (دبلوم التربية) عام 1957م، وعلى دبلوم الدراسات العليا عام 1974م. ثم على شهادة الماجستير عام 1980م، وعلى الدكتوراه عام 1987م.
عمل مدرِّسًا في الثانويات ودُور المعلمين في حمص والكويت حتى 1980م، وفي جامعات حمص ودبي وعجمان حتى 2003م. وأستاذًا للدراسات العليا في دمشق سنة واحدة. ثم تفرَّغ بعد التقاعد للكتابة في الأدب والنقد والمسرح الشعري.

## الرسائل والبحوث
الرسائل الجامعية والبحوث المنشورة في مجلات محكمة للترقية من درجة مدرس إلى درجة أستاذ مساعد ثم إلى درجة أستاذ:
1. شعر الحروب الصليبية من خلال كتاب الخريدة للعماد الأصبهاني - رسالة جامعية - بإشراف الدكتور شكري فيصل لنيل الإجازة في الآداب - 1956.
2. المعاهدات الثقافية بين سورية والدول الأجنبية - رسالة جامعية - بإشراف الدكتور جميل صليبا لنيل أهلية التعليم الثانوي - 1957.
3. شعرنا القديم بين دلالات الألفاظ وبعض المفاهيم الحديثة في النقد.
4. مذهب أبي البقاء العُكْبَري في النحو.
5. دراسة اللهجات العامية جاهلية ترتدي رداء العلم.
6. أثر التأويل النحوي في فهم النص.
7. مقاييس اللغة لأحمد بن فارس - عرض ومقارنة.
8. المفهوم النحوي في كليات الكَفَوي بين المصطلح والتعريف.
9. هل تأتي «ليس» حرفاً ؟
10. الاستغناء في اللغة العربية .
11. رسالتان لابن جني: الألفاظ المهموزة، وعقود الهمز - عرض - الرسالتان بتحقيق الدكتور مازن المبارك.

## بعض مؤلفاته
- من أحسن التقاسيم في معرفة الأقاليم للمقدسي - دراسة واختيار - وزارة الثقافة - دمشق 1980 م .
- الأشباه والنظائر في النحو للسيوطي - المجلد الثاني - دراسة وتحقيق - مجمع اللغة العربية - دار المعارف - دمشق 1986 م .
- نظرات في علم دلالة الألفاظ عند أحمد بن فارس - جامعة الكويت 1990 م .
- عز الدين بن عبد السلام سلطان العلماء - مسرحية شعرية - دار طلاس - دمشق 1990 م .
- موسيقا الشعر - جامعة البعث - حمص 1991 م .
- الوجيز في قصة الحضارة - عن كتاب ول ديورانت، صدر في 15 جزءاً عن دار طلاس بدمشق على النحو التالي:
- نشأة الحضارة وحضارة الشرق - الطبعة الأولى 1990 م - الطبعة الثانية 1995 م .
- شذور من حضارتي اليونان والرومان - الطبعة الأولى 1993 م .
- الحضارة الإسلامية 569-1258 م - الطبعة الأولى 1994 م - الطبعة الثانية 1999 م .
- حضارة اليهود وحضارة العصور المظلمة - الطبعة الأولى 1995 م .
- حضارة عصر النهضة - القسم الأول - 1996 م .
- حضارة عصر النهضة - القسم الثاني - 1997 م .
- الإصلاح الديني - القسم الأول - 1998 م .
- الإصلاح الديني - القسم الثاني - 2000 م .
- بداية عصر العقل - 2000 م .
- عصر لويس الرابع عشر - 2000 م .
- القسم الأول من عصر فولتير - 2000 م .
- أوروبا الوسطى والهجوم على المسيحية (أو القسم الثاني من عصر فولتير) - 2000 م .
- روسّو والثورة - 2001 م .
- الإسلام والشرق السلافي والشمال البروتستنتي - 2001 م .
- روسّو والثورة ، تاريخ الحضارة في فرنسا وإنكلترا وألمانيا من 1756-1789 م - 2001 م .
- دروس في النحو - القسم الأول - مطابع البيان - دبي - الإمارات العربية المتحدة 1993 م .
- عروض الشعر العربي من المعلقات إلى شعر التفعيلة - دار طلاس - دمشق 1994 م .
- دراسة في العربية (بالاشتراك) - مطابع البيان - دبي - الإمارات العربية المتحدة - 1995 م .
- اللباب في علل البناء والإعراب للعكبري - المجلد الأول - دراسة وتحقيق - دار الفكر - دمشق - 1995 م .
- نكتة الإعراب لابن هشام الأنصاري - دراسة وتحقيق - دار طلاس - دمشق 1995 م .
- محكمة الأبرياء - مسرحية شعرية - دار البشير - عمّان 1996 م .
- في علم اللغة - دار طلاس - دمشق - الطبعة الأولى 1997 م - الطبعة الثانية 2000 م - الطبعة الثالثة 2007 م .
- عين جالوت - مسرحية شعرية - دار طلاس - دمشق 1997 م .
- في النحو التطبيقي - مطبعة ابن الوليد - حمص 1999 م .
- أحمد بن فارس اللغوي - دراسة في آرائه اللغوية والنحوية - دار طلاس - دمشق 1999 م .
- الأدب الجاهلي - بالاشتراك مع الأستاذ عرفان الأشقر .
- كفاية المتحفظ ونهاية المتلفظ لابن الأجدابي (بالاشتراك) - دراسة وتحقيق - دار الفكر - دمشق 2003 م .
- المحنة - مسرحية شعرية - اتحاد الكتاب العرب بدمشق 2005 م .
- الشعراء في عصر النبوة والخلافة الراشدة - بالاشتراك مع الأستاذ عرفان الأشقر - دار الفكر - دمشق 2006 م .
- على محك النقد - دار طلاس - دمشق 2006 م .
- الشعر في عصر النبوة والخلافة الراشدة - بالاشتراك مع الأستاذ عرفان الأشقر - دار الفكر - دمشق 2007 م .
- النثر في عصر النبوة والخلافة الراشدة - بالاشتراك مع الأستاذ عرفان الأشقر - دار الفكر - دمشق 2007 م .
- الشعر في العصر الأموي - بالاشتراك مع الأستاذ عرفان الأشقر - دار الفكر - دمشق 2008 م .
- طواف لا ينتهي - ديوان شعر - اتحاد الكتاب العرب بدمشق 2008 م .
- مقامات ساخرة من عيوب سافرة - دار النابغة ودار الإرشاد - حمص 2009 م .
- من جنين إلى غزة - ديوان شعر - اتحاد الكتاب العرب - دمشق 2009 م .
- الشعراء في العصر الأموي - بالاشتراك مع الأستاذ عرفان الأشقر - دار الفكر - دمشق 2009 م .
- أبيات ترجو المغفرة - ديوان شعر - دار طلاس - دمشق 2010 م .
- لغتنا الشاعرة - دراسة لغوية - دار طلاس - دمشق 2010 م .
- النثر في العصر الأموي - بالاشتراك مع عرفان الأشقر - دار الفكر - دمشق 2010 م .
- على محك النقد - الجزء الثاني - دار طلاس - دمشق 2012 م .
- مع رفيق فاخوري في أسفاره وأخباره وأشعاره - دار طلاس - دمشق 2012 م .
- أحمد بن فارس: دراسة شاملة لحياته وآثاره وآراه اللغوية والنحوية - دبي - دار قنديل 2015 م .
- سقوط غرناطة: مسرحية شعرية - الشارقة - دائرة الثقافة والإعلام 2016 م .
- ديوان أبي دهبل الجمحي - تحقيق غازي طليمات ومحمد مينو - دبي - دار قنديل 2016 م .
- ديوان مزاحم العقيلي - تحقيق غازي طليمات ومحمد مينو - دبي - دار قنديل 2016 م .
- ديوان عروة بن الورد - تحقيق غازي طليمات ومحمد مينو - الشارقة - دائرة الثقافة والإعلام 2016 م .
- التنبيه والتعريف في صفة الخريف للحسن بن عيسى حفيد الخليفة المقتدر بالله - تحقيق غازي طليمات ومحمد مينو - دبي - دار قنديل 2017 م .
- الشعر في العصر العباسي الأول (الجزء الأول) بالاشتراك مع الأستاذ عرفان الأشقر - دبي - دار قنديل 2018 م .
- قلائد الوفاء والفداء: مسرحيات شعرية تاريخية - الشارقة - دائرة الثقافة والإعلام 2018 م .
- أهواك دبيّ: شعر - دبي - دار قنديل 2018 م .
- الشعر في العصر العباسي الأول (الجزء الثاني) بالاشتراك مع الأستاذ عرفان الأشقر - دبي - دار قنديل 2018 م .
- رُؤى في المسرح التجريبي - الشارقة - دار السيف 2018 م .
- مقامات ناصحة مازحة لا جارحة - حمص - دار الإرشاد 2018 م .
- أبو الصعاليك ومسرحيات شعرية أخرى - الشارقة - دائرة الثقافة 2019 م .
- أبحاث في اللغة والنحو والنقد - حمص - 2019 .
- من أوراق الأيام الخالية في الأدب واللغة - دار الإرشاد 2020 م .[2]

### المسرح
مسرحيات شعرية من تاريخنا المشرق - دائرة الإعلام والثقافة في الشارقة 2014 م . ويضم الكتاب 13 مسرحية، وهي:
1. داحس والغبراء .
2. سيف الله المسلول .
3. صلاح الدين في القدس .
4. محكمة العدل العمرية .
5. ديك الجن في قصر العدل .
6. خامس الخلفاء الراشدين .
7. سعد وأبو محجن .
8. إيثار .
9. القضاء فوق الإمارة .
10. ابن الأكرمين .
11. هارب من الترف .
12. أزهد الناس .
13. أنى لك هذا ؟

مسرحيات شعرية قصيرة - اتحاد الكتاب العرب بدمشق 2006 م .
1. سفراء النبي إلى الجنة .
2. وصية أبي أيوب الأنصاري .
3. مالي وسعيد بن جبير .
4. آن للفارس أن يترجل .
5. فرار .

أربع مسرحيات شعرية نشرت في كتاب مسرحيات إسلامية قصيرة - الرياض - مكتبة العبيكان 2011 م .

## وفاته
توفي غازي مختار طليمات يوم الثلاثاء 26 جُمادى الأولى 1444هـ الموافق 20 ديسمبر (كانون الأول) 2022م. 